# Идеологии панков

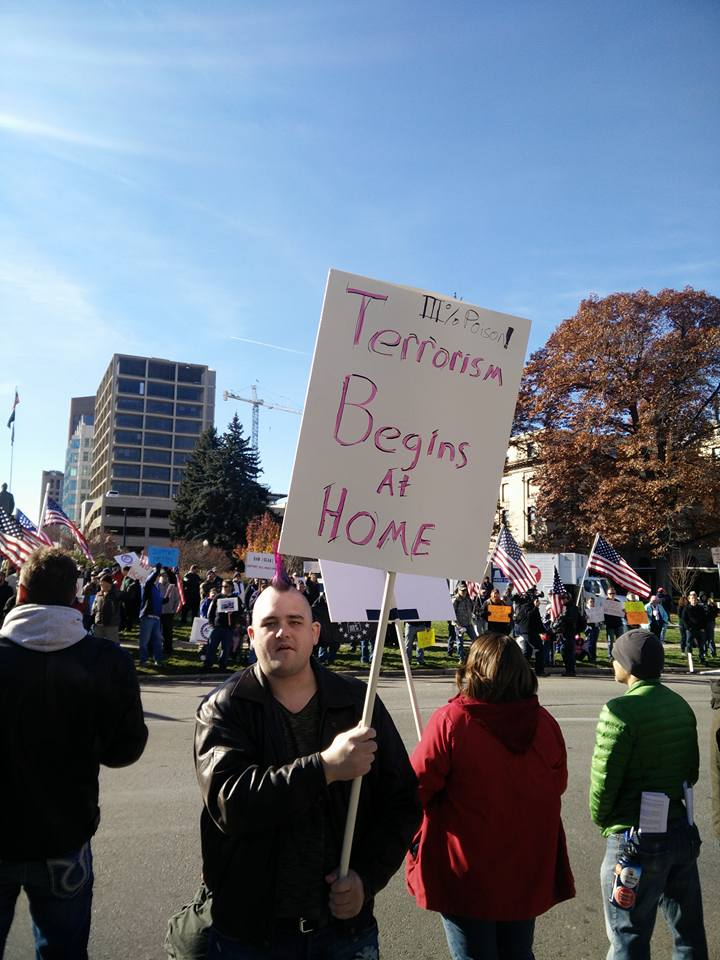
Панк протестует против ACT! for America в Бойсе, штат Айдахо, в ноябре 2015 года

Панк-идеологии — это группа разнообразных социальных и политических убеждений, связанных с панк-субкультурой и панк-роком. В своём первоначальном воплощении панк-субкультура возникла из-за тревоги рабочего класса по поводу своего положения в обществе и разочарования, которые испытывали многие молодые люди этой социальной прослойки, в отношении экономического неравенства, а также лицемерия и пренебрежения со стороны буржуазии. В первую очередь панк-идеология затрагивала такие концепции, как права рабочего класса, эгалитаризм, гуманитарианизм, антиистеблишмент, антиглобализм, антиавторитаризм, антикорпоративизм, антимилитаризм, антирасизм, антисексизм, расовое равенство, равенство полов, права животных, права инвалидов, свободомыслие и нонконформизм. Одним из основных принципов панк-философии был отказ от мейнстримовой, корпоративной массовой культуры и её ценностей. Идеология продолжала развиваться по мере разрастания панк-движения, которое стало массовым явлением на территории Северной Америки и Европы (предвосхитив свои истоки в Англии и Нью-Йорке), и охватила ряд антирасистских и антисексистских систем убеждений. Идеология панков варьируется от чаще встречающихся левых взглядов (например, группа NOFX) до убеждений правого крыла (например, группа No Remorse), а также аполитичных (например, группа The Misfits).
Идеологии как правило выражаются панками через песни, литературу, такую как фэнзины, а также художественные декламации, моду или визуальное искусство. Некоторые панки участвуют в прямых действиях, таких как протесты, бойкоты, сквоттинг, вандализм или уничтожение имущества. Панк-мода изначально являлась выражением нонконформизма, а также противопоставления массовой культуре и консервативному статусу кво. При помощи моды субкультура выражала свою агрессию, бунтарство и индивидуализм. Некоторые панки носят одежду или татуировки, которые выражают общественно-политические манифесты. Визуальное искусство панк-движения также часто включает в себя политические заявления. Многие панки носят одежду из секонд-хенда, чтобы подчеркнуть свою антипотребительскую позицию.
В панк-сообществе распространено мировоззрение противопоставления движения понятию «продажности», которое выражается в отказе от своих первоначальных ценностей или изменение музыкального стиля в угоду более массовой музыке, а также приобщению к чему-либо в мейнстримовой капиталистической культуре, а также на коммерческом ТВ или радио, с целью получения материальной выгоды, определённого положения в обществе, или музыкального влияния. Продажность также подразумевает приверженность к более обывательскому образу жизни и заурядной идеологии. В панк-субкультуре очень выражен вопрос аутентичности — для тех, кто использует визуальные атрибуты движения, но не разделяет или не понимает основные ценности или философию панка используют уничижительный термин «позёр».
Поскольку борьба против истеблишмента является важной частью мировоззрения панк-субкультуры, внутри движения сформировалась сеть независимых звукозаписывающих компаний, концертных площадок и дистрибьюторов. Тем не менее, впоследствии некоторые панк-группы принимали решение выпускать музыку на мейджор-лейблах, тем самым принимая правила мейнстримовой системы шоу-бизнеса. Идея продвигать своё творчество самостоятельно (DIY) является одной из ключевых аспектов панк-движения, это выражено наиболее ярко в плане записи и распространения музыки, организации концертов, а также самостоятельном выпуске журналов, постеров и листовок. Выражение DIY было придумано публицистами постфактум, чтобы подчеркнуть основную концепцию этой философии.
В религиозном отношении, большинство панков придерживается атеистических или агностических взглядов, однако, некоторые группы соблюдают вероисповедание таких религий, как христианство, буддизм, ислам, растафарианство или кришнаизм.

## Идеологии
Ниже перечислены некоторые из наиболее распространённых идеологий и философий в панк-субкультуре (в алфавитном порядке).

### Анархизм
Существует комплексное международное сообщество панков, приверженных анархизму как серьёзной политической идеологии, которых иногда называют «мирными панками» или «анархо-панками». В то время как некоторые известные панк-группы, такие как Sex Pistols и The Exploited, затрагивали тему анархии в своих песнях, в частности «Anarchy in the UK», они не разделяли анархизм как дисциплинированную идеологию. Таким образом, эти группы не считаются частью анархо-панк-сцены.
Как правило, анархо-панки привержены принципам т. н. прямого действия. Многие анархо-панки являются пацифистами (например, Crass и Discharge) и поэтому верят в использование ненасильственных средств для достижения своих целей. К ним относятся мирный протест, сквоттинг, граффити, глушение культуры, экотаж, фриганизм, бойкот, гражданское неповиновение, хактивизм и антиреклама. Некоторые анархо-панки считают, что насилие или материальный ущерб являются приемлемым способом достижения социальных изменений (например, группа Conflict). Такие методы выражаются в беспорядках, вандализме, различных видах саботажа — например, участии в демонстрациях «Фронта освобождения животных» или «Фронта освобождения Земли», а в крайних случаях — подрывах имущества корпораций. Среди известных представителей движения анархо-панка фигурируют такие коллективы и музыканты, как: Aus-Rotten, Dave Insurgent, Crass, Subhumans, Колин Джервуд и Дэйв Диктор.

### Аполитичность
Некоторые панки придерживаются подчёркнуто аполитичной позиции, например, группа Charged GBH и певец GG Allin, хотя в их текстах также присутствуют определённые общественно-политические идеи. Ряд композиций Charged GBH затрагивает социальные проблемы, в некоторых из них содержатся антивоенные посылы. В свою очередь, GG Allin выражал завуалированное желание убить президента США и уничтожить политическую систему Америки в своей песне «Violence Now». Как правило, поджанры панка представляют собой аполитичные музыкальные направления с более развлекательным содержанием, среди них выделяются: глэм-панк, сайкобилли, хоррор-панк, патетик-панк, дэт-рок и поп-панк. Многие из групп, которые стояли у истоков панк-движения, имели выраженную аполитичную позицию, в том числе The Dictators, Ramones (участники которой придерживались противоположных политических взглядов — консерватор Джонни Рамон и либерал Джоуи Рамон), New York Dolls, Television, Johnny Thunders & The Heartbreakers и Richard Hell & The Voidoids.

### Ислам
Таквакор — поджанр панк-рока, основанный на исламе, его культуре и его интерпретациях. Сцена этого направления, по большей части, состоит из молодых мусульманских музыкантов живущих в Соединённых Штатах и других западных странах, многие из которых открыто отвергают традиционалистские интерпретации ислама. Таквакор не имеет какого-то каноничного звучания, и некоторые группы используют элементы других музыкальных стилей, таких как: хип-хоп, техно и традиционные мусульманские мотивы. Наиболее известные таквакор коллективы: Alien Kulture, The Kominas и Secret Trial Five.

### Консерватизм
Панк-сообщество включает небольшое число консерваторов, отвергающих идеологии левого анархизма, коммунизма, социализма и либерализма в пользу консерватизма. В число известных панков-консерваторов, входят такие музыканты, как: Джонни Рамон, Билли Зум, Джо Эскаланте, Бобби Стил, Дуэйн Питерс, Дейв Смолли, Гэвин Макиннес, а также группа Forgotten Rebels. Некоторые христианские и хардкор-панк-группы придерживаются консервативных политических взглядов, в частности ряд коллективов нью-йоркской хардкор-сцены.

### Либерализм
Либеральные панки были в панк-движении с самого начала, в основном они придерживались леволиберальной идеологии. Среди известных панков с либеральной позицией, фигурируют такие музыканты, как (вторая волна, середина 1990-х — 2000-е годы): Джоуи Рамон, Фэт Майк, Билли Джо Армстронг, Том Маккорт, Джаред Гомес, Тим Армстронг и Тим Макилрат, а также группы Crashdog и Dropkick Murphys. Некоторые панки участвовали в политическом движении «Рок против Буша» в середине 2000-х годов, выражая поддержку кандидату от демократической партии — Джону Керри.

### Нигилизм
Сфокусированный на философии отсутствия смысла бытия и жизненных идеалов, нигилизм был популярен среди некоторых исполнителей протопанка и первой волны панк-рока. Нил Эриксен писал: «Хотя большая часть критического реализма выражает цинизм и нигилизм, он служит для того, чтобы поставить под сомнение существующие устои таким образом, что слушатели вынуждены были задуматься о том, чем отличается от мейнстримовой поп-музыки то, о чем им говорят». В число известных панков-нигилистов входят: Игги Поп, Сид Вишес, Ричард Хэлл, Дарби Крэш и Джонни Роттен.

### Неонацизм
Сторонники неонацистской панк-сцены придерживались праворадикальной, т. н. белой националистической идеологии, которая была тесно связана с субкультурой скинхедов. Популяризацию уайт-пауэр-музыки и хэйткора приписывают Яну Стюарту Дональдсону — фронтмену группы Skrewdriver (творчество которой было посвящено ненависти и расизму), а также мероприятиям под эгидой движения «Рок против коммунизма». Мировоззрение и внешний вид неонацистских музыкантов кардинально отличались от первой волны панков, таких как Сид Вишес и Сьюзи Сью, считается, что они добавляли к своему имиджу нацистские элементы (такие как свастика) для дополнительного шокирования общественности, а также просто забавы ради.

### Социализм
Первой группой, поддержавшая идеи социализма и неизменно продвигающая его философию в своём творчестве была британская группа The Clash. Фронтмен коллектива — Джо Страммер — так отзывался о своих социалистических взглядах: «Я верю в социализм, потому что он выглядит более гуманной идеологией, нежели „каждый сам за себя“ и „спасение утопающих — дело рук самих утопающих“, а также чем все эти мудацкие бизнесмены со своими грязными капиталами. Я решил посмотреть на общество с этой точки зрения. Вот откуда появились мои убеждения. Вот почему я верю в социализм». Некоторые из основоположников oi-движения выражали в своём творчестве риторику социалистического рабочего популизма, в грубой форме — часто смешанного с патриотизмом. Многие oi-группы пели о безработице, экономическом неравенстве, власти пролетариата и беспределе силовых структур. В 1980-х годах несколько известных британских панков-социалистов стали участниками движения «Red Wedge» (рус. Красный клин). Среди известных панк-музыкантов со социалистическими взглядами, фигурируют: Джон Бэйн, Билли Брэгг, Брюс Лабрюс, Гарри Бушелл (до конца 1980-х), Крис Дин, Гэри Флойд, Джек Гришам, Стюарт Хоум, Деннис Лексин, Томас Менсфорт, Фермин Мугуруза, Альберто Пла, Том Робинсон, Синдз Уэллс, Пол Симмондс, Роб Тайнер, Джо Страммер, Иэн Свенониус, Марк Стил и Пол Уэллер. В 1980 году Нил Эриксен так описал феномен социализма в панке: «… мы чувствуем, что элементы панк-рока выполняют революционную культурную функцию».
Считается, что Ситуационистский Интернационал (СИ) оказал влияние на раннюю панк-сцену в Великобритании. Сформированный на территории континентальной Европы в 1950-х годах, СИ был авангардным политическим движением, стремившимся вернуть идеалы сюрреалистического искусства и использовать их для создания новых и, зачастую, радикальных социальных положений. Малькольм Макларен внедрил некоторые идеи ситуационизма в панк, будучи менеджером у группы Sex Pistols. В свою очередь, Вивьен Вествуд, творческий партнёр Макларена и, по совместительству, дизайнер/стилист коллектива, выражала идеалы политического движения посредством моды, которая была призвана спровоцировать конкретную социальную реакцию. Созданная Джейми Райдом обложка единственного студийного альбома Sex Pistols была создана в ярко выраженном ситуационистском стиле.
Кандидат от социал-демократической партии Берни Сандерс, баллотировавшийся на пост президента США в 2016 году, получил поддержку от многих деятелей искусства, в том числе от: Джелло Биафры, Генри Роллинза, Уэйна Крамера, Майка Уотта, Брайана Бейкера, Кита Морриса, Фли, Джесси Мэлина, Белинды Карлайл, Cheetah Chrome и Pussy Riot. В апреле 2016 года художник из Ричмонда Микаэль Броф создал большую фреску Сандерса, которая была вдохновлена классическим логотипом группы Circle Jerks. Также Сандерсу приписывают большое влияние на политические взгляды панк-сцены восточного побережья Соединённых Штатов. В начале 1980-х годов, будучи на посту мера города Берлингтон, Сандерс боролся с правительственным запретом на уличную музыку и был идеологом строительства молодёжного центра. Впоследствии, этот центр был построен на улице 242 Main Street, которая является одной из самых длинных пешеходных улиц в Соединённых Штатах посвящённых эстетике DIY, с различными экспозициями и стрит-артом.

### Христианство
Христианский панк — небольшой поджанр панк-рока с долей содержания христианской тематики в текстах. Некоторые христианские панк-группы связаны с христианской музыкальной индустрией, тем не менее, есть такие, которые отвергают параллели с католической церковью. Среди известных христианских панк-групп фигурируют: Anti-World System, The Crucified, MxPx и Flatfoot 56.

## Вопрос аутентичности в панк-роке
Публицист Дэвид Марш, в статье в Rock & Rap, так высказывался о «первой волне панк-молодёжи в Лондоне»: «Среди терминов, которыми они выражали своё презрение к самозванцам и тем, кто просто хотел быть в тренде, не имея отношения к аутентичности движения: „позёр“ был их излюбленным эпитетом». В свою очередь, Росс Банкл утверждал, что в конечном счёте австралийская панк-сцена «открыла двери для множество позёров, которых меньше интересовала музыка, нежели экстравагантные наряды британских панков и желание привлекать внимание, чтобы быть в тренде». По мнению автора статьи о ранней панк-субкультуре журнала The New Republic, панк «…был схож своей иммерсивностью, с сообществом байкеров или вступления в мафию; временных участников высмеивали как „позёров“, а любое отклонение от канонов считалось „продажностью“…; такая воинственность породила „… экономическое и социальное гетто, которое было почти непроницаемо для проникновения обывателей, в него решались войти только авантюрные, либо ненормальные люди“».
В обзоре фильма «Руд Бой», посвящённого группе The Clash, рецензент утверждал, что этот «фильм был ещё одним признаком того, что The Clash продались — мутная, бесполезная поделка панков-позёров». В свою очередь, американский музыкальный журналист Лестер Бэнгс хвалил пионера панк-движения Ричарда Хэлла за то, что он сочинил «самый сильный, самый подлинный рок-н-ролл, который я слышал в своей жизни», не являясь «позёром претендующим на тонкий вкус» в «период повальной фальши». По мнению другого критика, уже к концу 1970-х «в столь короткий срок, панк-рок продемонстрировал признаки трансформации в более лояльную позицию, чёрные кожаные куртки и короткие причёски». Книга «Please Kill Me» содержит интервью с панками из Нью-Йорка и Детройта, которые утверждают, что «разорвут своих английских собратьев, это сборище изнеженных позёров».
Термин «позёр» фигурировал в нескольких панк-песнях конца 1970-х, включая композицию группы X-Ray Spex «I Am a Poseur» (рус. «Я — Позёр»), которая содержит такой текст: «Я позёр, и мне все равно / Мне нравится заставлять людей оборачиваться / Показуха — это просто слово». Этот термин также использовался в треке группы Television Personalities «Part-Time Punks» (рус. «Панки время от времени»). Песня была «реакцией на популярность имиджа мачо среди музыкантов британской панк-сцены». В тексте утверждалось, что «ни сами Television Personalities, ни кто либо ещё не являлся панком в ортодоксальном смысле этого слова» и, что «концепция аутентичности панк-рока Джо Страммера была фикцией».
По мнению обозревателя журнала Drowned in Sound, «истинный дух панка сохранил хардкор 1980-х», «после того, как все позёры и модники съ*бались в сторону нового тренда — розовые галстуки и причёски в духе Новой Романтики — напевая милые песенки». Автор статьи утверждал, что хардкорная сцена состояла только из людей, «полностью приверженных идеологии D.I.Y.»; панки «до мозга костей, без стремления, в один прекрасный день, переключиться на стандартный сценарий: институт — работа — семья — дом — выход на пенсию — смерть».
В репертуаре oi-группы Combat 84 есть песня под названием «Poseur», в которой описывается человек, сменивший имидж панка на скинхеда, а затем на мода и тедди-боя. Текст песни содержит такие строки: «Позёр, позёр не подходи ко мне/ ты меняешь свой стиль ежегодно».
Публицист Дэйв Риммер писал о возрождением панк-идеалов в альтернативной музыке начала 1990-х такими гранж-музыкантами, как «[Курт] Кобейн и множество подобных ему парней, [для них] рок-н-ролл … был вызовом: Можете ли вы оставаться незапятнанными, изо дня в день, год за годом, доказывать свою аутентичность, соответствовать музыке [или же] жить с позёрством, фальшью, продажностью?».
Деннис Люкссен (Refused) и Бретт Гуревич (Bad Religion) использовали термин «детвора» (англ. kids), чтобы описать поклонников поп-панка начала 2000-х — «точнее, новая волна панков-позёров, которые увлеклись панк-музыкой благодаря таким группам, как Good Charlotte». По словам этих музыкантов, такие подростки не «хотят вникать [в идеологию] и напрягать извилины, а [вместо этого] предпочитают использовать музыку как эскапизм […], и слишком много групп, потворствуют этой тенденции».
Эксперты также выражали мнение, что панк-сцена Лос-Анджелеса была изменена вторжением «агрессивных пригородных позёров», которые породили «растущее насилие […] и привели к общему прорыву [в тренд] хардкорной сцены». В свою очередь, обозреватель издания The Gauntlet хвалил политизированные альбомы группы U.S. Bombs как «островок правды и подлинности в море глянцевых позёрских сточных вод» и назвал их «настоящими панк-рокерами» в то время, когда жанр был завален «глупыми песнями о машинах, девушках и бонгах».
По словам Дэниела С. Трэйбера, достижение аутентичности в панк-субкультуре может быть весьма затруднительным, поскольку панк-сцена изменилась и, по-сути, получила второе рождение, «каждый был назван позёром». В свою очередь, публицист Дон Якобсон утверждал, что панк-сцена породила «… истинно верующих, которые долгое время вели борьбу с человеком на улицах большого города [и жили в сквоттах, которые] всегда хотели сделать панк-рок менее культурным движением, чем какой-то формой меритократии: „Ты должен доказать, что ты достаточно хорош, чтобы слушать нашу музыку, мужик“».
Джо Кейтли (фронтмен группы D.O.A.) сказал в одном из интервью: «Для каждого человека, щеголяющего символом анархии, не понимая его значения, найдётся олдскульный панк-рокер, который расценит его как позёра». Интервьюер Лииса Ладукюр утверждала, что когда «группа или музыкальная сцена прирастает большим количеством фанатов, оригинальные поклонники предпочитают ретироваться, […], так как теперь она привлекает к себе слишком много позёров, а основная часть людей не хочет ассоциироваться с ними».
В 2004 году панк-группа MDC (одни из пионеров хардкор-сцены 1980-х) записала песню под названием «Poseur Punk», в которой резко критиковала панков-позёров, которые копировали внешний вид субкультуры, не принимая его идеологию. Трек был выпущен на пластинке Magnus Dominus Corpus, причём в буклете альбома над текстом песни была изображена фотография группы Good Charlotte. Один из музыкальных обозревателей так описал турне, организованное MDC по случаю 25-летия коллектива (проходило в том же году): «Хотя теперь он терзает Буша, а не Рейгана, цели Диктора [фронтмен группы] по большому счёту, всё те же: подстрекающие к войне политики, закалачивающие деньги панки-позёры (в том числе Rancid, чей лидер Тим Армстронг когда-то работал роуди у MDC) и конечно, полицейские. Спустя четверть века они полны гнева, как никогда прежде» .
Альбом панк-группы NOFX The War on Errorism включает в себя песню «Decom-poseur», которая посвящена одному из лейтмотивов пластинки — «критике олицетворения панк-рока XXI века». В интервью фронтмен коллектива Майк Беркет (он же «Fat Mike») «набросился» на «всю совокупность групп, которые он считает виновными в угасании некогда социально опасного и критически непогрешимого жанра» — панка, задаваясь вопросом «Неужели панк-рок стал настолько безобидным?».

## Критика
Панк-идеологии подвергались критике как извне, так и внутри самого сообщества. Во время бума движения, группа The Clash обвиняла панк-группы в продажности в некоторых своих песнях: «(White Man) In Hammersmith Palais» и «Death or Glory». В свою очередь, композиция группы Crass «White Punks on Hope» критиковала британскую панк-сцену конца 1970-х годов в целом и, среди прочего, обвинила Джо Страммера (лидера The Clash) в продаже и предательстве его прежних социалистических принципов. Ещё одна песня этого коллектива — «Punk is Dead» была посвящена проблеме мейнстримовой рекуперации панк-субкультуры. Лидер группы Dead Kennedys Джелло Биафра также критиковал отдельные аспекты панк-движения в ряде своих треков, таких как «Nazi Punks Fuck Off»: «Панк — это не религиозный культ. Панк означает думать своей головой. Вы не часть хардкора, только потому носите шипастую причёску, Ведь в ваших головах по прежнему сохранился менталитет быдла».
По мнению фронтмена группы The Misfit Майкла Грэйвса, который основал вэбсайт Conservative Punk, панки превратились в «хиппи с ирокезами». Однако, с тех пор он дистанцировался от консервативных взглядов.
Писатель Джим Гоуд сильно критиковал панк-идеологию во многих своих работах. Так, в эссе под названием «The Underground is A Lie!» (рус. Андеграунд врёт!) Гоуд утверждал, что многие панки — лицемеры, по мнению публициста многие вводят общественность в заблуждение, скрывая тот факт, что они являются представителями семей среднего и высшего класса. Кроме того, в книге «Farts from Underground» (рус. Пердёж из Андеграунда) Гоуд утверждал, что идеология DIY никогда не породила ничего оригинального, и самой своей концепцией позволяет прикрывать низкокачественный материал.
В своей книге «The Rebel Sell» (рус. Бунт на продажу) писатели Джозеф Хит и Эндрю Поттер утверждали, что политика контркультуры потерпела неудачу и что понимание панком общества невелико. Они также утверждали, что альтернативный и обывательский образ жизни, в конечном счёте, имеют одинаковые моральные ценности.